# Палаты Матюшкина
Палаты Матюшкина (дом Лукутиных) — историческое здание в Москве, построенное в XVII—XIX веках. Объект культурного наследия федерального значения. Расположен на улице Земляной Вал, дом 39/1, строение 2, у пересечения с Верхней Сыромятнической улицей.

## История
Во второй половине XVII века участком владел боярский род Матюшкиных. Дом построен в 1680-х гг. П. И. Матюшкиным, двоюродным братом царя Алексея Михайловича. Дом перестраивался во второй половине XVIII века, при Н. П. Волконской, и в 1813—1817 гг. При последней перестройке был пристроен ампирный портик. С 1820-х до 1880-х гг. домом владели купцы Лукутины, позднее — купцы Живаго. У семьи Лукутиных в гостях бывал хирург Н. И. Пирогов. К усадьбе относился большой сад, до Октябрьской революции называвшийся Потешным (он был открыт для публики и был увеселительным), после неё названный именем революционера Е. Ф. Кухмистерова. В 1939—1953 гг. по проекту архитекторов И. Н. Кастеля и Т. Г. Заикина построен современный многоэтажный дом 39, отделивший дом от проезжей части улицы.

## Архитектура
Двухэтажное здание выстроено из большемерного кирпича. Расположение окон на каждом из фасадов асимметрично, что указывает на возраст здания. Большая одностолпная палата в центре здания перекрыта крестовыми сводами. От оформления конца XVIII века сохранилась парадная анфилада на втором этаже, а также такие детали заднего (восточного) фасада, как угловые лопатки, ризалиты с пилястрами с торцов, оформление окон нижнего этажа с замковыми камнями. Портик на главном фасаде состоит из шести ионических колонн. Сохранился ампирный декор в помещениях второго этажа.

## Галерея

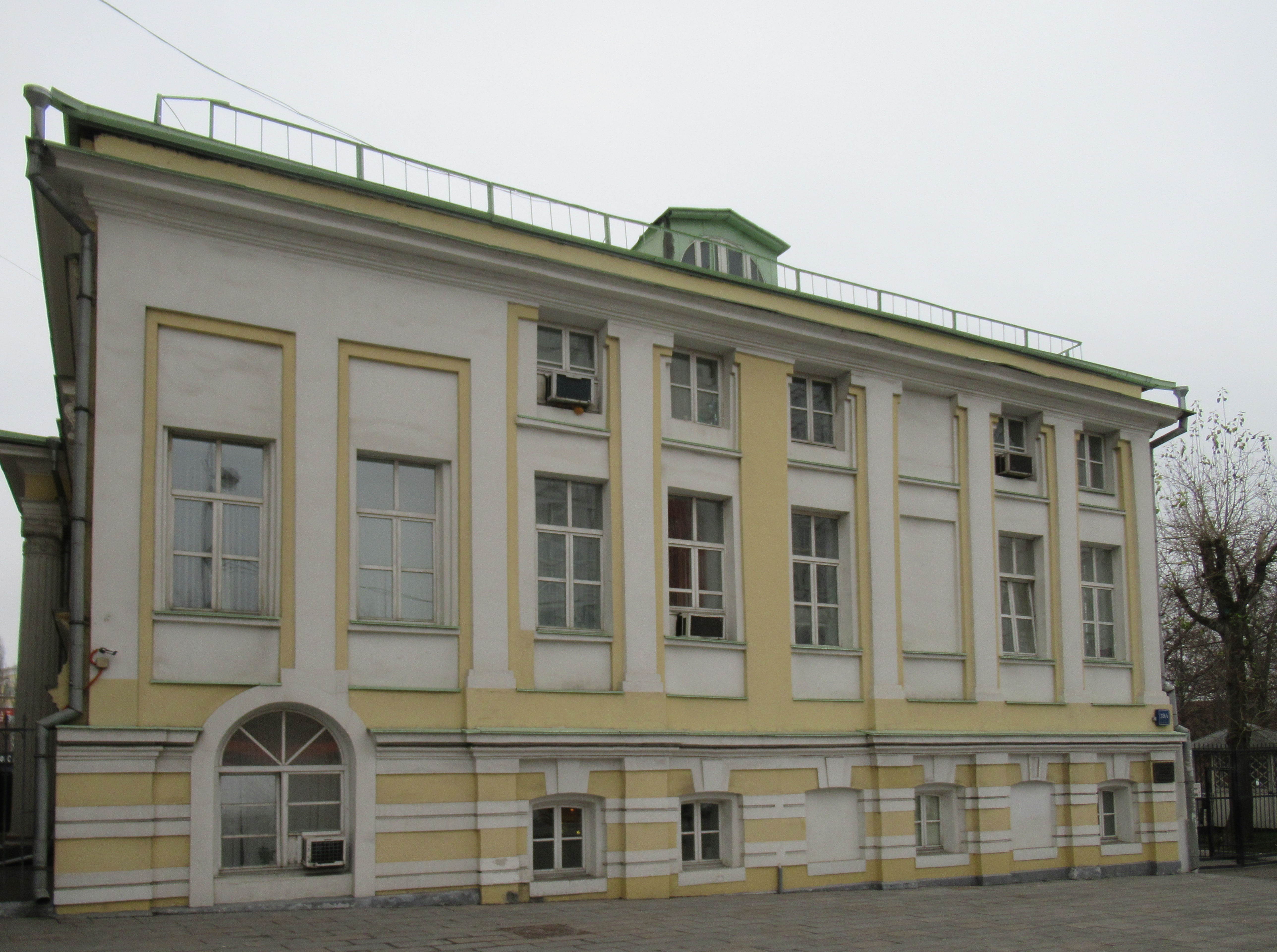
Южный фасад (со стороны Верхней Сыромятнической улицы)
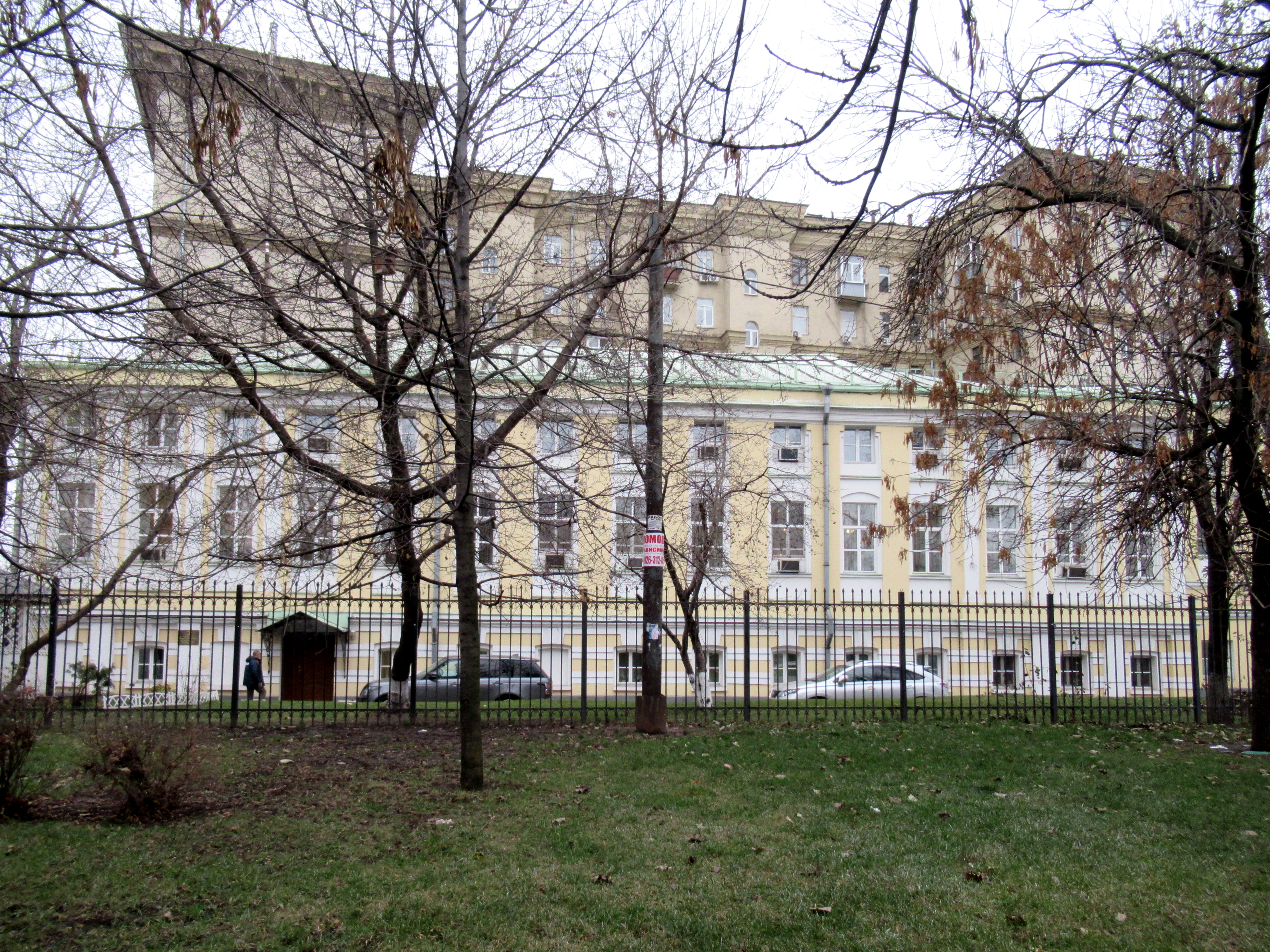
Восточный фасад (со стороны сада)
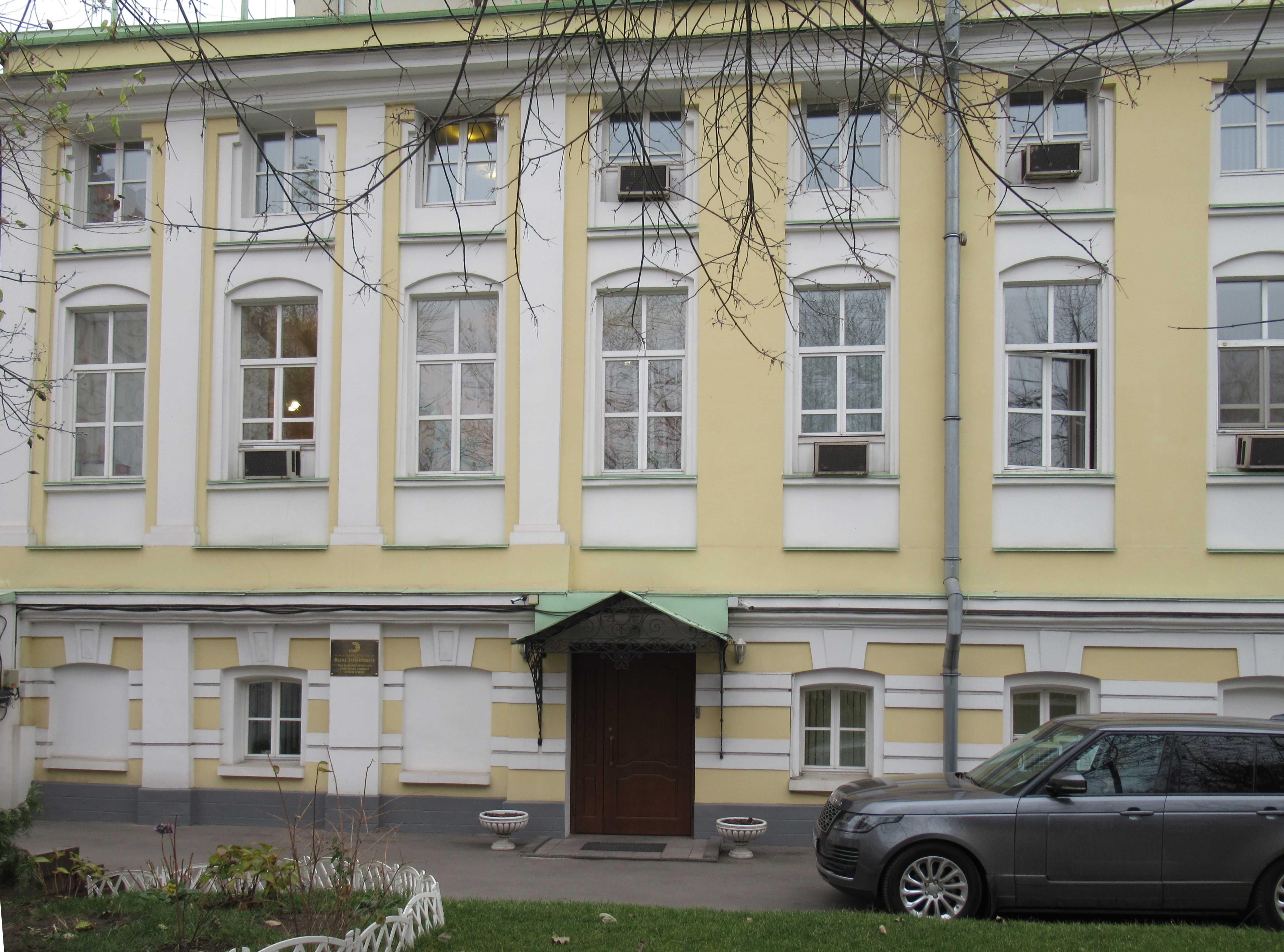
Вход на восточном фасаде